# カティ・ウィルコックス
カティ・ウィルコックス（英語: Kathi Wilcox, 1969年11月19日 - ）は、アメリカ人のミュージシャン。ザ・ジュリー・ルイン、ビキニ・キル、ザ・フランピーズなどでベースを担当している。

## 来歴
ウィルコックスはエバーグリーン州立大学にて映画製作について学びながら、トビ・ベール (Tobi Vail) と共にサンドウィッチ屋で働いていた。
ウィルコックスとキャスリーン・ハンナ、ベールの3人で ビキニ・キル (Bikini Kill) と名付けたフェミニンzine（一種の同人誌）を合作した。
そして3人はギタリストのビリー・カレンを新たに加え、バンドビキニ・キルを結成した。ビキニ・キルでの活動は1997年の解散まで続き、ライオット・ガールと呼ばれるフェミニン・パンクの権威的存在に数えられた。
後にザ・フィーブルズ、ザ・フランピーズ、スター・サイン・スコーピオなどと共演し、アルバムThe Casual Dotsでは、クリスティーナ・バイオレット (Christina Billotte) やスティーヴ・ドア (Steve Dore) とも共演した。ザ・ジュリー・ルインでは元バンドメートのキャスリーン・ハンナと共演。また、パンク・ロックを特集した子供向け番組パンケーキ・マウンテンのテーマ曲制作にあたり、フガジのブレンダン・キャンティとコラボした。

### 私生活
2013年にフガジのメンバーであると結婚した。現在は7歳の娘がいる。